# No More Lonely Nights
«No More Lonely Nights» (с англ. — «Больше никаких одиноких ночей») — песня Пола Маккартни из альбома 1984 года Give My Regards to Broad Street — саундтрека к одноимённому фильму Give My Regards to Broad Street («Передай привет Брод-стрит»). Представлена в альбоме первым по счёту треком в основной версии (Ballad «баллада») и четырнадцатым треком в дополнительной версии Playout. Песня «No More Lonely Nights» стала единственным синглом саундтрека. Сингл выпустили в форматах 7" , 12" в различных обработках, включая танцевальные ремиксы. Сингл попал в десятку лучших как в английском, так и в американском хит-параде. В 1985 году песня номинировалась на премии BAFTA и Золотой Глобус.
Автор музыки и слов песни — Пол Маккартни, он же исполняет вокальную партию. Гитарное соло в записи «No More Lonely Nights» сыграл музыкант Pink Floyd Дэвид Гилмор.

## Запись и издание
Записана в 1983 году в лондонской студии Эбби-Роуд
По воспоминаниям Дэвида Гилмора, принимавшего участие в записи «No More Lonely Nights», Пол Маккартни исполнил партии основного вокала, сыграл на фортепиано и полностью завершил работу над песней вместе с сессионными музыкантами в течение трёхчасовой смены.
Помимо записи в альбоме Give My Regards to Broad Street «No More Lonely Nights» была выпущена в виде сингла, а также записана на сборниках лучших композиций All the Best! в 1987 году, Wingspan: Hits and History в 2001 году и Pure McCartne в 2016 году.
Сингл поднимался до второго места в английском хит-параде и до шестого места в американском хит-параде Billboard.
Сингл, изданный в форматах 7" и 12", был выпущен в Британии и других европейских странах лейблом Parlophone, в США и Канаде — лейблом Columbia. В формате 7" сингл издавался первоначально с версией «No More Lonely Nights» (Playout Version), позднее с версией Special Dance Mix Артура Бейкера (Arthur Baker) на второй стороне. В формате 12" (maxi-single) на первой стороне записана удлинённая версия песни «No More Lonely Nights» (Extended Version), на второй стороне записаны «Silly Love Songs» и оригинальная версия «No More Lonely Nights» (Ballad). Также был выпущен сингл в формате 12" с записями ремиксов песни «No More Lonely Nights».

## Кавер-версии
- в 1985 году кавер-версия песни «No More Lonely Nights» была исполнена и записана оркестром Поля Мориа (издана на диске Transparence)[13];
- в 1985 году исполнители Гарри Холланд (Harry Holland) и Дитер Рейт (Dieter Reith) включили версию песни «No More Lonely Nights» в сборник обработок хитов 1980-х годов Magic Accordion[14];
- в 2001 году вариант песни «No More Lonely Nights» для трибьют-альбома Пола Маккартни Listen To What The Man Said (Popular Artists Pay Tribute To The Music Of Paul McCartney) записала шведская группа The Merrymakers[англ.][15];
- в 2011 году песню «No More Lonely Nights» записал для трибьют-альбома Линды Маккартни американский кантри-исполнитель Чак Уикс[англ.][16];
- в 2014 году версия «No More Lonely Nights» была исполнена американской группой The Airborne Toxic Event[англ.] и включена в трибьют-альбом Пола Маккартни  The Art of McCartney[англ.][17];
- в 2015 году кавер-версия песни «No More Lonely Nights» была записана американским джазовым исполнителем Джоном Пиццарелли[англ.] в альбоме с песнями Пола Маккартни Midnight McCartney[18];

## Исполнение в фильме и видеоклип
В фильме «Передай привет Брод-стрит» композиция звучит ближе к финалу, сопровождая кадры, в которых Пол Маккартни в поисках своего курьера Гарри Торрингтона приезжает на железнодорожную станцию Broad Street, прогуливается по перрону, садится на скамейку и случайно обнаруживает почти ровно в полночь коробку с записью (master tape) своего нового альбома.
Кадры из разных частей фильма «Передай привет Брод-стрит», относящиеся не только к указанному эпизоду, были использованы при монтаже видеоклипа на песню «No More Lonely Nights». Оригинальное видео было снято 10 апреля в Бермондси (Юго-западный Лондон) в пабе Old Justice Pub. Вариант видео для танцевального ремикса был снят в октябре в лондонском Ипподроме при участии танцовщика Джеффри Дэниелса.

## Номинации на премии
В 1985 году песня номинировалась на премию BAFTA в категории Лучшая песня к фильму и на премию Золотой Глобус в категории Лучшая песня.

## Позиции в хит-парадах
| Год       | Название хит-парада             | Высшая позиция | Пребывание в хит-параде | Первая неделя   | Последняя неделя | Источник |
| --------- | ------------------------------- | -------------- | ----------------------- | --------------- | ---------------- | -------- |
| 1984—1985 | UK Albums Chart                 | 2              | 15 недель               | —               | —                | [ 8 ]    |
| 1984—1985 | Billboard Hot 100               | 6              | 18 недель               | —               | 10               | [ 9 ]    |
| 1984—1985 | Австрия (Singles Top 75)        | 15             | 6 недель                | 16 (01.12.1984) | 27 (01.01.1985)  | [ 20 ]   |
| 1984      | Бельгия (Singles)               | 28             | 7 недель                | 34 (27.10.1984) | 38 (08.12.1984)  | [ 21 ]   |
| 1984      | Германия (Singles Top 10)       | 30             | 10 недель               | —               | —                | [ 20 ]   |
| 1984      | Нидерланды (Single Top 100)     | 33             | 3 недели                | 59 (20.10.1984) | 38 (10.11.1984)  | [ 22 ]   |
| 1984—1985 | Новая Зеландия (Top 40 Singles) | 19             | 9 недель                | 43 (04.11.1984) | 43 (27.01.1985)  | [ 23 ]   |
| 1984—1985 | Швеция (Top 60 Single)          | 7              | 7 недель                | 10 (26.10.1984) | 14 (25.01.1985)  | [ 24 ]   |

## Список композиций
В звуковой дорожке к фильму Give My Regards to Broad Street песня «No More Lonely Nights» записана в двух версиях — Ballad и Playout. Кроме того, перед песней «For No One» звучит небольшой по длительности 13-секундный фрагмент Ballad reprise.
На синглах были записаны следующие варианты «No More Lonely Nights», включая ремиксы Артура Бейкера:
| №  | Название                                  | Автор(ы)       | Длительность |
| -- | ----------------------------------------- | -------------- | ------------ |
| 1. | «No More Lonely Nights»                   | Paul McCartney | 4:38         |
| 2. | «No More Lonely Nights (Playout Version)» | Paul McCartney | 3:56         |

| №  | Название                                    | Автор(ы)                           | Длительность |
| -- | ------------------------------------------- | ---------------------------------- | ------------ |
| 1. | «No More Lonely Nights»                     | Paul McCartney                     | 4:38         |
| 2. | «No More Lonely Nights (Special Dance Mix)» | Paul McCartney, mix — Arthur Baker | 4:14         |

| №  | Название                                   | Автор(ы)       | Длительность |
| -- | ------------------------------------------ | -------------- | ------------ |
| 1. | «No More Lonely Nights (Extended Version)» | Paul McCartney | 8:10         |
| 2. | «Silly Love Songs»                         | Paul McCartney | 4:29         |
| 3. | «No More Lonely Nights (Ballad)»           | Paul McCartney | 4:38         |

| №  | Название                                     | Автор(ы)                           | Длительность |
| -- | -------------------------------------------- | ---------------------------------- | ------------ |
| 1. | «No More Lonely Nights (Special Dance Edit)» | Paul McCartney, mix — Arthur Baker | 4:14         |
| 2. | «No More Lonely Nights (Special Dance Mix)»  | Paul McCartney, mix — Arthur Baker | 6:53         |

## Участники записи
Ballad
- Пол Маккартни — вокал, фортепиано;
- Линда Маккартни — бэк-вокал;
- Эрик Стюарт — бэк-вокал;
- Дэвид Гилмор — гитара;
- Хэрби Флауэрс[англ.] — бас-гитара;
- Энн Дадли — синтезатор;
- Стюарт Эллиотт — ударные.

Playout Version
- Пол Маккартни — вокал и все инструменты;
- Линда Маккартни — бэк-вокал;
- Эрик Стюарт — бэк-вокал;
- Дерек Уоткинс[англ.], Джон Баркли (John Barclay), Крис Пайн[англ.], Стэн Сальцман[англ.], Дэн Уиллис (Dan Willis) — духовые инструменты.

Продюсирование и звукозапись
- звукоинженер — Джефф Эмерик, Джон Келли (John Kelly);
- ассистенты звукоинженера — Джон Джейкобс (Jon Jacobs), Стюарт Брид (Stuart Breed);
- продюсер — Джордж Мартин.